# Crendell
Crendell – wieś w Anglii, w hrabstwie Hampshire, w dystrykcie New Forest. Leży 39 km na południowy zachód od miasta Winchester i 139 km na południowy zachód od Londynu.